# Giancarlo Baghetti

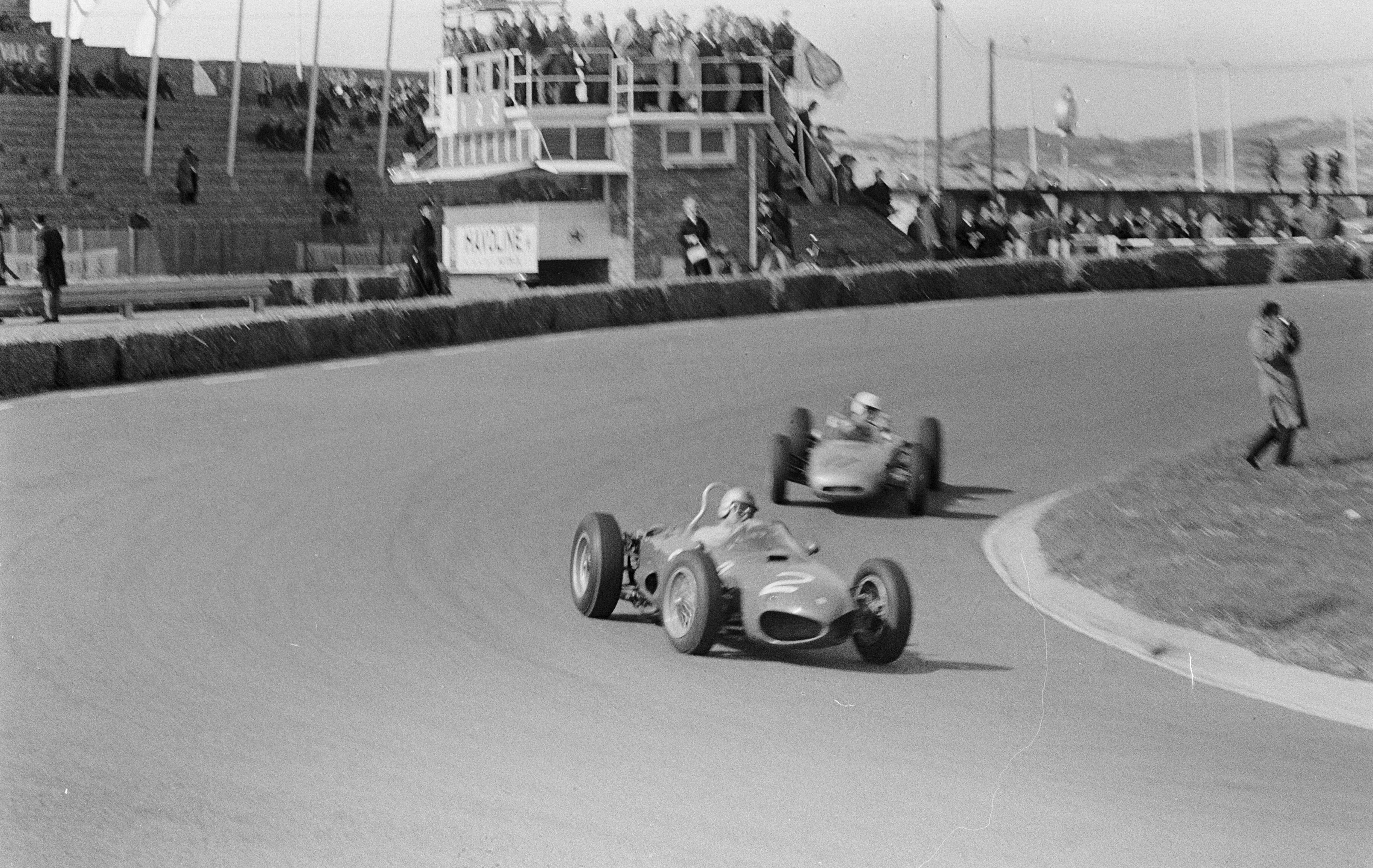
Baghetti in actie tijdens de Grand Prix in Nederland, 1962

Giancarlo Baghetti (Milaan, 25 december 1934 - 27 november 1995) was een Italiaanse Formule 1-coureur tussen 1961 en 1967. 

## Loopbaan
Baghetti reed Formule 1-races voor de teams van Ferrari, ATS, Scuderia Centro Sud, Brabham, Reg Parnell Racing en Lotus. In zijn eerste race, de Grand Prix van Frankrijk in 1961, behaalde hij meteen zijn eerste en laatste overwinning. Dat is tot op heden slechts drie coureurs gelukt, behalve Nino Farina die de eerste Grand Prix ooit won, won Johnnie Parsons in zijn eerste Formule 1 race de Indianapolis 500 in 1950.
Baghetti startte in totaal in 21 races en scoorde veertien punten. In 1995 overleed hij aan kanker.